# Museo di arte moderna a Baku
Il Museo di arte moderna a Baku è un museo d'arte moderna che si trova a Baku, nella Repubblica di Azerbaigian.

## Storia
È stato inaugurato nel 20 marzo del 2009 grazie all'iniziativa di First Lady Mehriban Aliyeva e con il supporto della Fondazione Heydar Aliyev come Museo d'arte moderna a Baku. Il capo progettista del museo è l'artista Altay Sadikhzada. 

## Descrizione
Disegnato dall’architetto francese Jean Nouvel ed inaugurato con la partecipazione di Ilham Aliyev, Presidente della Repubblica dell’Azerbaijan, di Mehriban Aliyeva e di Kōichirō Matsuura, Direttore Generale dell'UNESCO è uno dei musei contemporanei . Museo di Arte Moderna a Baku presenta una struttura esterna completamente scolpita, che segue contorni quasi organici, mentre all’interno non esiste una sola superficie che sia completamente piana. 
Si dimostra i dipinti che appartengono ai classici del mondo nella Sala di Europa occidentale del museo. Nell’Aprile, 2011 la fiera di esposizione del Museo si e’ tenuta a Parigi.